# Neonatologija
Neonatologija je veda, ki se ukvarja z novorojenčki.
Novorojence razdelimo po:
- gestacijski starosti (GS)
- porodni teži
Donošen otrok je rojen med 37. in 41. tednom gestacijske starosti.
Nedonošen otrok je rojen z manj kot 37. tedni GS. Takih je ok.5%
Prenošen otrok je rojen z 42. tedni GS.
Zahiranec- otrok, katerega porodna teža je pod 5.percentilo za določeno GS. Za 40% zahirančkov se ne pozna vzroka.bolje se je roditi prezgodaj kot pa zahiran.
Sinonima za zahirančka:
- SFD ali small for date
- SGA ali small gestational age
Incidenca (prppetljaj) zahirančkov je -4%, smrtnost je 4-10-krat večja od povprečne smrtnosti novorojenčkov.
Posebno ogroženi zahirančki so: -če je GS manj od 37.tednov, - če je ocena po Apgarju nižja od 4
Tipični problemi zahirančkov: večja smrtnost,pogosteje nizek Apgar, hipoglikemije(nizka glukoza v krvi), hipoksije, ikterus (zlatenica), dihalne motnje, drugo.
Posledice zahirančkov:
- več komplikacij ob rojstvu,
- več eneureze (močenje postelje po 6.letih)
- slabše razvit govor
- pogostejše febrilne konvulzije(krči) v 2. in 3. letu starosti
- nižja telesna rast in telesna teža
Zahiranost in nedonošenost preprečujemo z dobro ginekološko službo tervzgojo nosečnic v zadnji fazi s t. i. transportom in utero- predčasni transport ogrožene matere v porodnišnico.